# كارلوس مونيوث
كارلوس مونيوث (بالإسبانية: Carlos Muñoz)‏ (8 سبتمبر 1959 في المكسيك - ) هو مدرب كرة قدم ولاعب كرة قدم مكسيكي في مركز الوسط، شارك في كأس العالم 1986. وشارك مع منتخب المكسيك تحت 20 سنة لكرة القدم ومنتخب المكسيك لكرة القدم. أما مع النوادي، فقد لعب مع تايجرز أونال ونادي سان لويس وأتلتيكو بوتوسينو ‏.

## مسيرته الكروية
لعب كارلوس مونيوث خلال مسيرته الاحترافية مع نادِ واحدٍ في ثلاثة عشر موسمًا وسجل خلالها 29 هدفًا ضمن 365 مباراة. ولم يفز بأي موسم بالكأس أو بالدوري.
خاض كارلوس مونيوث مسيرته مع نادي تايجرز أونال في موسم 1982–83 ليلعب معه ثلاثة عشر موسمًا، مشاركًا في 365 مباراة سجل خلالها 29 هدفًا.

## وصلات خارجية
- كارلوس مونيوث على موقع الاتحاد الدولي (مؤرشف)  (الإنجليزية)
- كارلوس مونيوث على موقع قاعدة بيانات كرة القدم.إي يو (الإنجليزية)
- كارلوس مونيوث على موقع ناشيونال فوتبول تيمز (الإنجليزية)
- كارلوس مونيوث على موقع Soccerway.com (الإنجليزية)
- كارلوس مونيوث على موقع عالم كرة القدم.نت (الإنجليزية)